# 栄町駅 (千葉県)

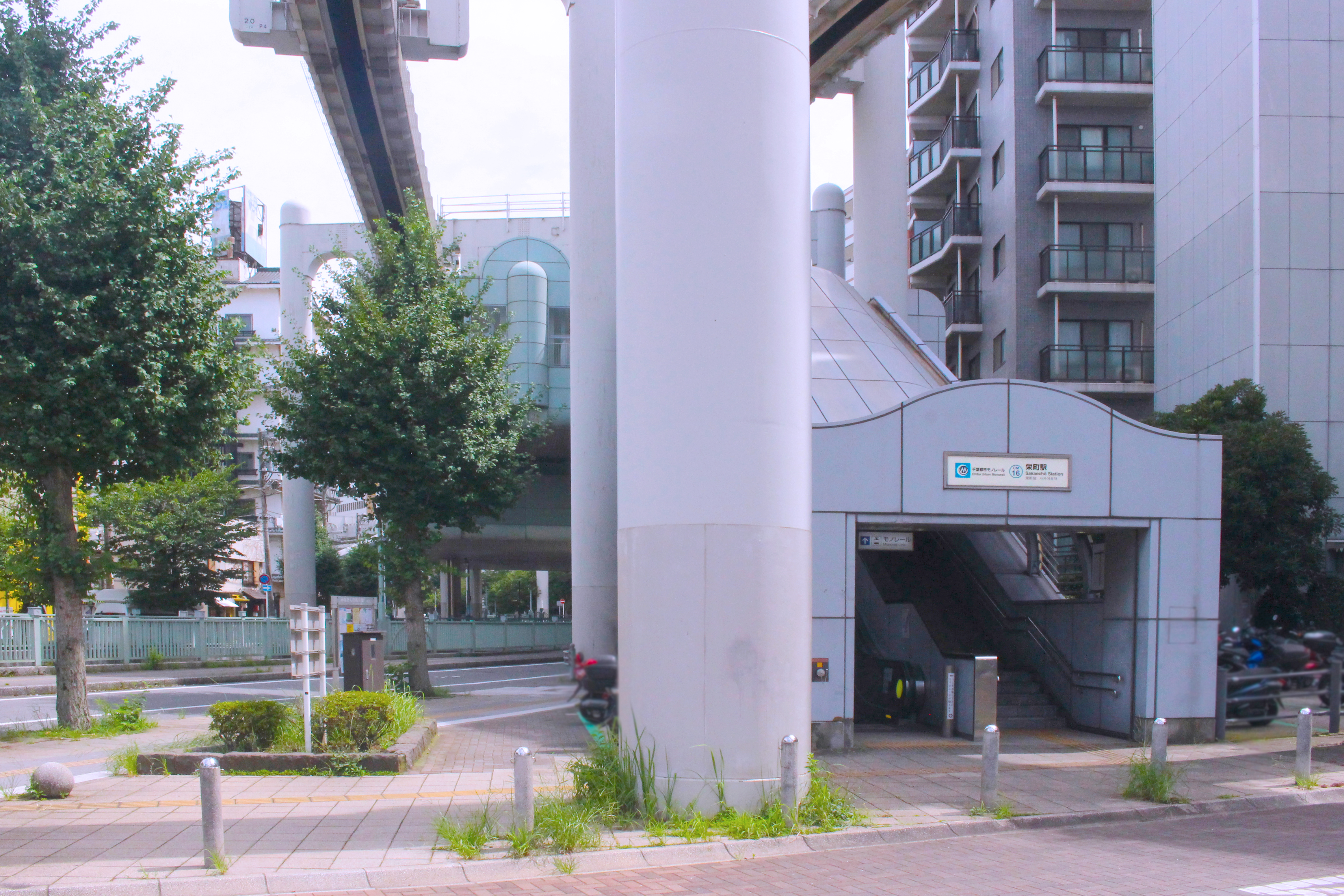
3番出入口（2024年7月）

栄町駅（さかえちょうえき）は、千葉県千葉市中央区栄町にある、千葉都市モノレール1号線の駅である。駅番号はCM16。

## 歴史
かつては旧千葉駅（千葉市民会館付近）と千葉県庁舎をはじめとする官庁街を結ぶ中間に当たり、付近には旧京成千葉駅（千葉市中央公園が駅跡地）もあったことから関東有数の繁華街であったが、戦災後の都市計画により国鉄・京成の駅がそれぞれ現在地に移転し、両駅に近い富士見が繁華街の性質をもつようになり、当駅周辺の栄町は歓楽街（夜の街）の店が中心となっている。
- 1999年（平成11年）3月24日 - 開業[2]。
- 2009年（平成21年）3月14日 - ICカード「PASMO」の利用が可能となる[3][2]。

## 駅構造
島式ホーム1面2線を持つ高架駅。駅員無配置。

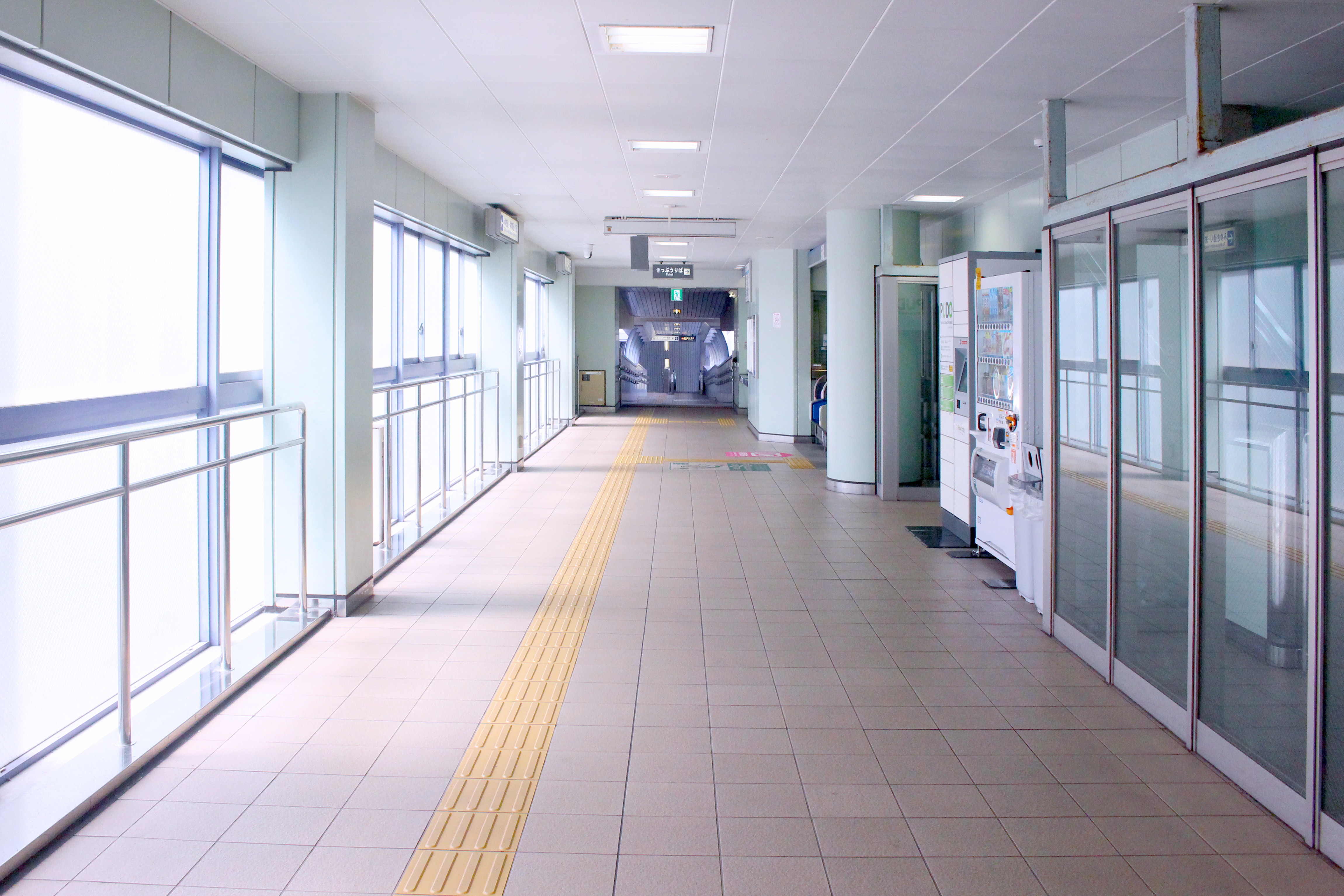
改札外コンコース（2024年7月）
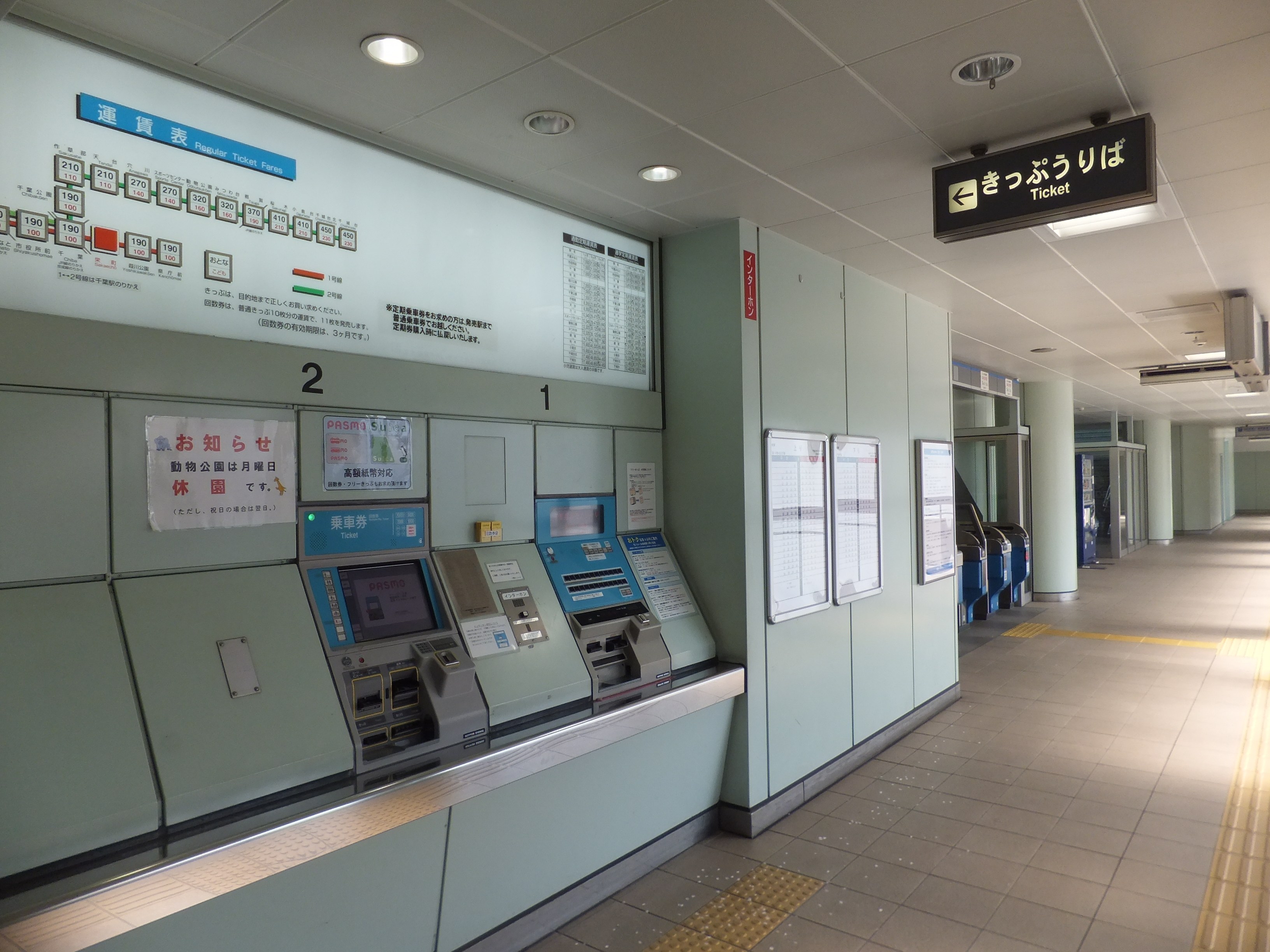
券売機（2012年4月）
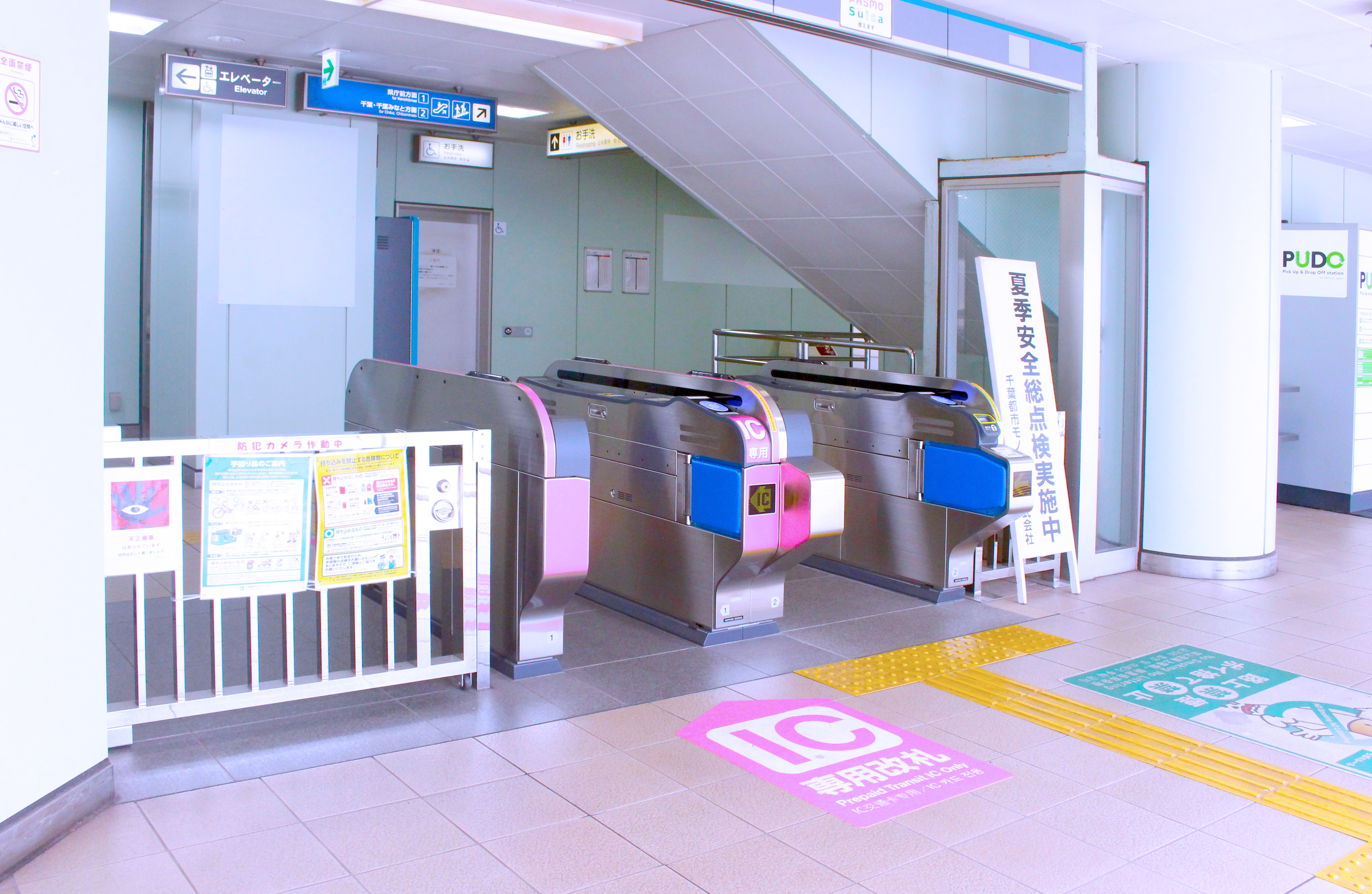
改札口（2024年7月）

のりば
| 番線 | 路線  | 行先                 |
| ---- | ----- | -------------------- |
| 1    | 1号線 | 県庁前方面           |
| 2    | 1号線 | 千葉・千葉みなと方面 |

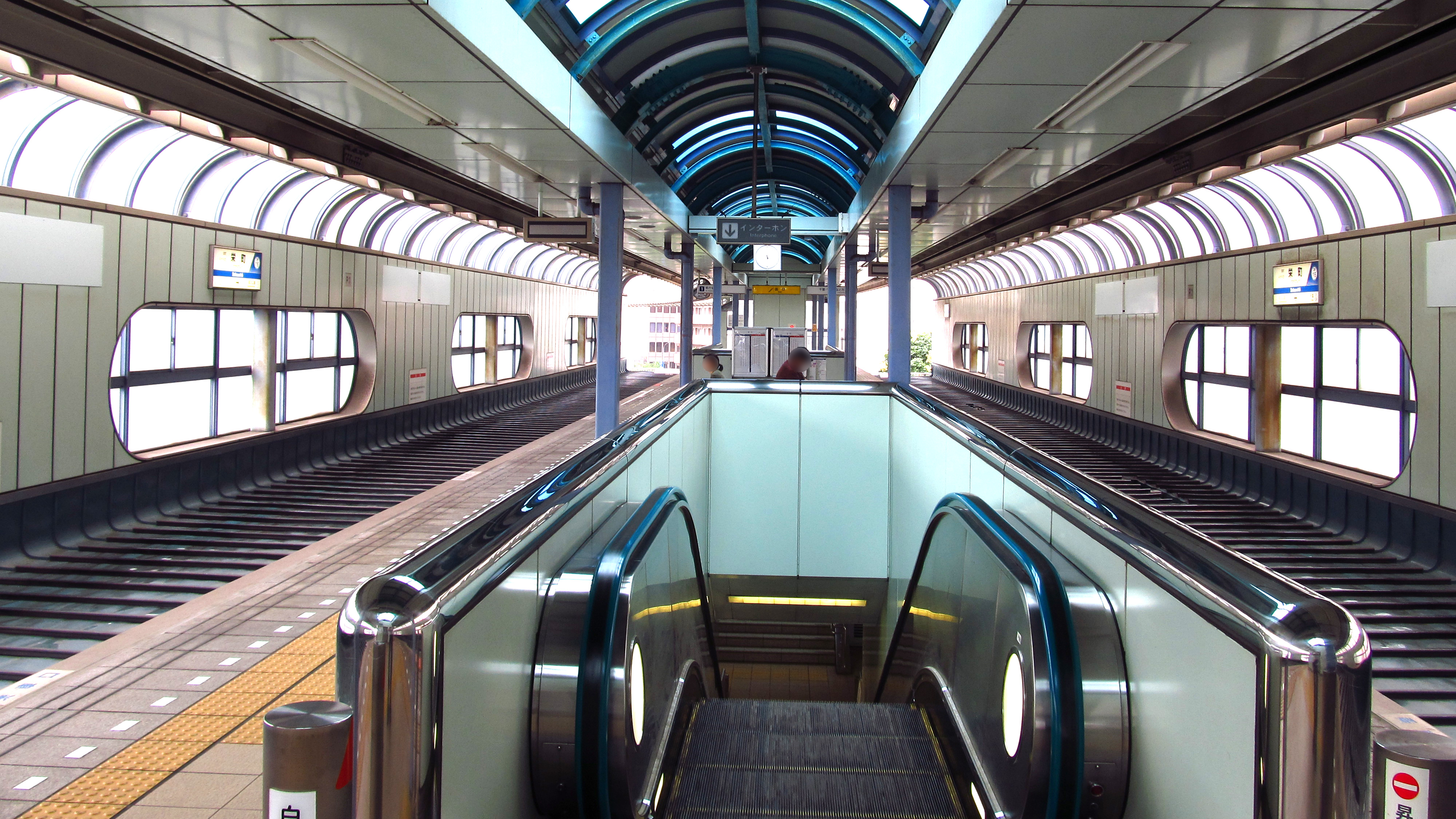
1・2番線ホーム（2019年7月）
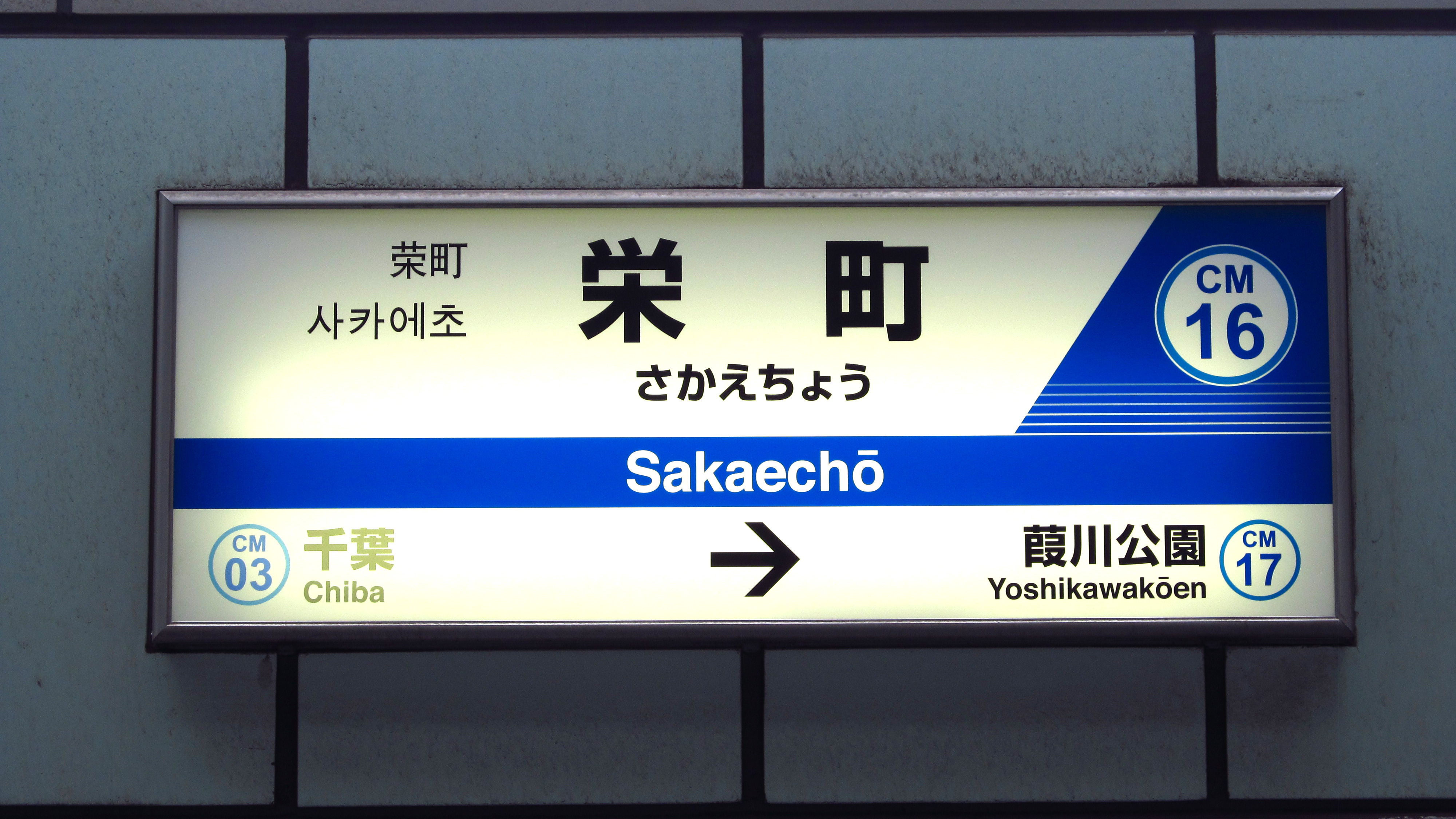
1・2番線駅名標（2019年7月）

## 利用状況
2019年度の1日平均乗車人員は277人である。千葉都市モノレールの駅では18駅中最下位で、17位の動物公園駅の1/3程度である。
近年の1日平均乗車人員推移は下記の通り。
| 年度   | 乗車人員 |
| ------ | -------- |
| 1999年 | 189      |
| 2000年 | 251      |
| 2001年 | 241      |
| 2002年 | 238      |
| 2003年 | 229      |
| 2004年 | 217      |
| 2005年 | 212      |
| 2006年 | 218      |
| 2007年 | 236      |
| 2008年 | 242      |
| 2009年 | 208      |
| 2010年 | 200      |
| 2011年 | 187      |
| 2012年 | 192      |
| 2013年 | 208      |
| 2014年 | 205      |
| 2015年 | 208      |
| 2016年 | 247      |
| 2017年 | 260      |
| 2018年 | 262      |
| 2019年 | 277      |

## 駅周辺

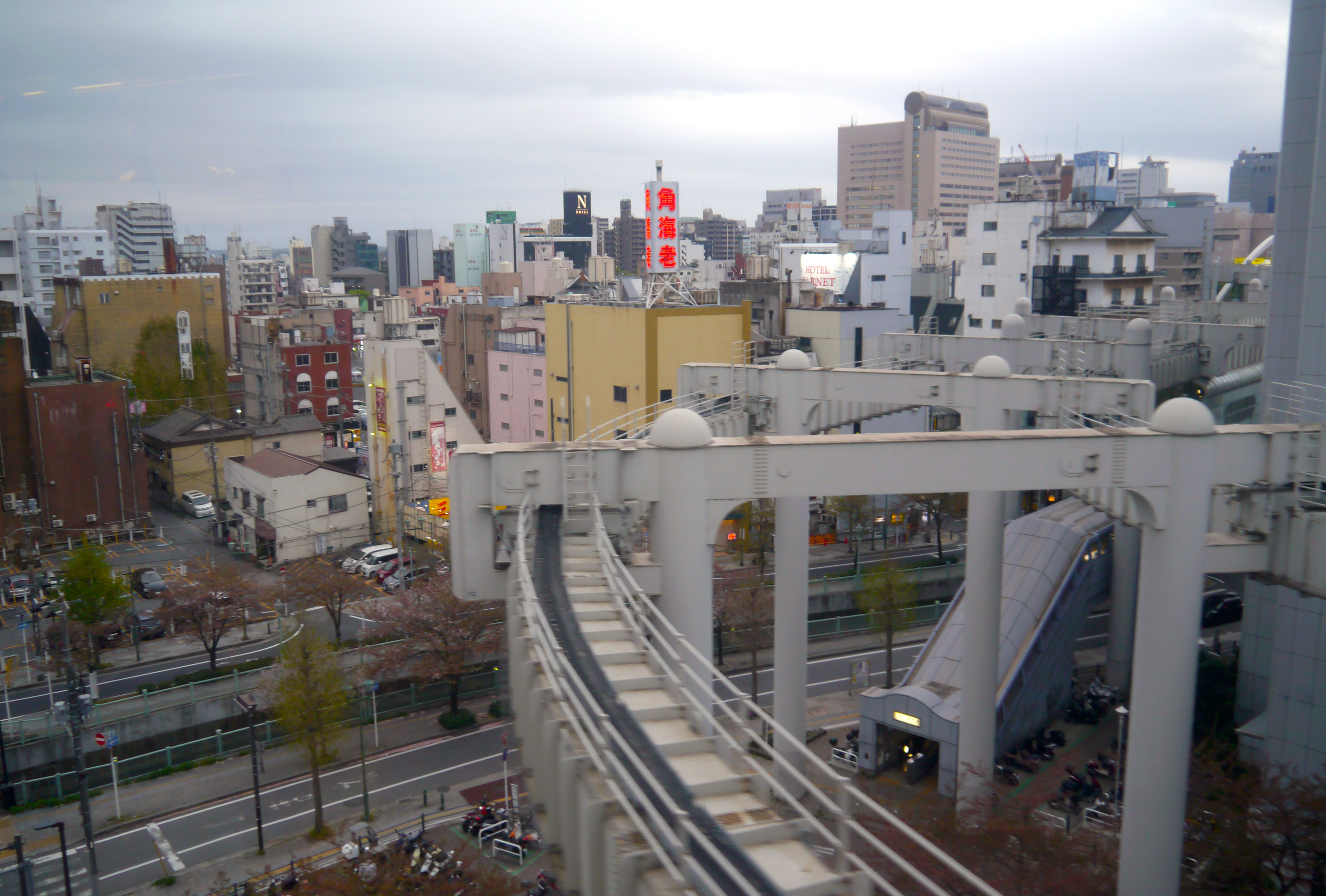
栄町周辺（2018年4月）

駅の真下を葭川（よしかわ）が流れる。周辺は関東屈指の歓楽街（風俗街）となっており、風俗店などが軒を連ねる区画もある。また、栄町地区は韓国料理店が軒を連ねる一種のコリア・タウンが形成されている。
近隣の千葉市民会館の位置には、1963年（昭和38年）まで国鉄千葉駅があったため、駐車場入口に「ここに千葉駅ありき」と刻んだ石碑が立っている。市民会館前交差点から南東側に千葉県道40号東千葉停車場線が走り、南側には栄町通り商店街（ハミングロードパルサ）が千葉市中央公園まで伸びている。

### 東側（1番出入口方面）

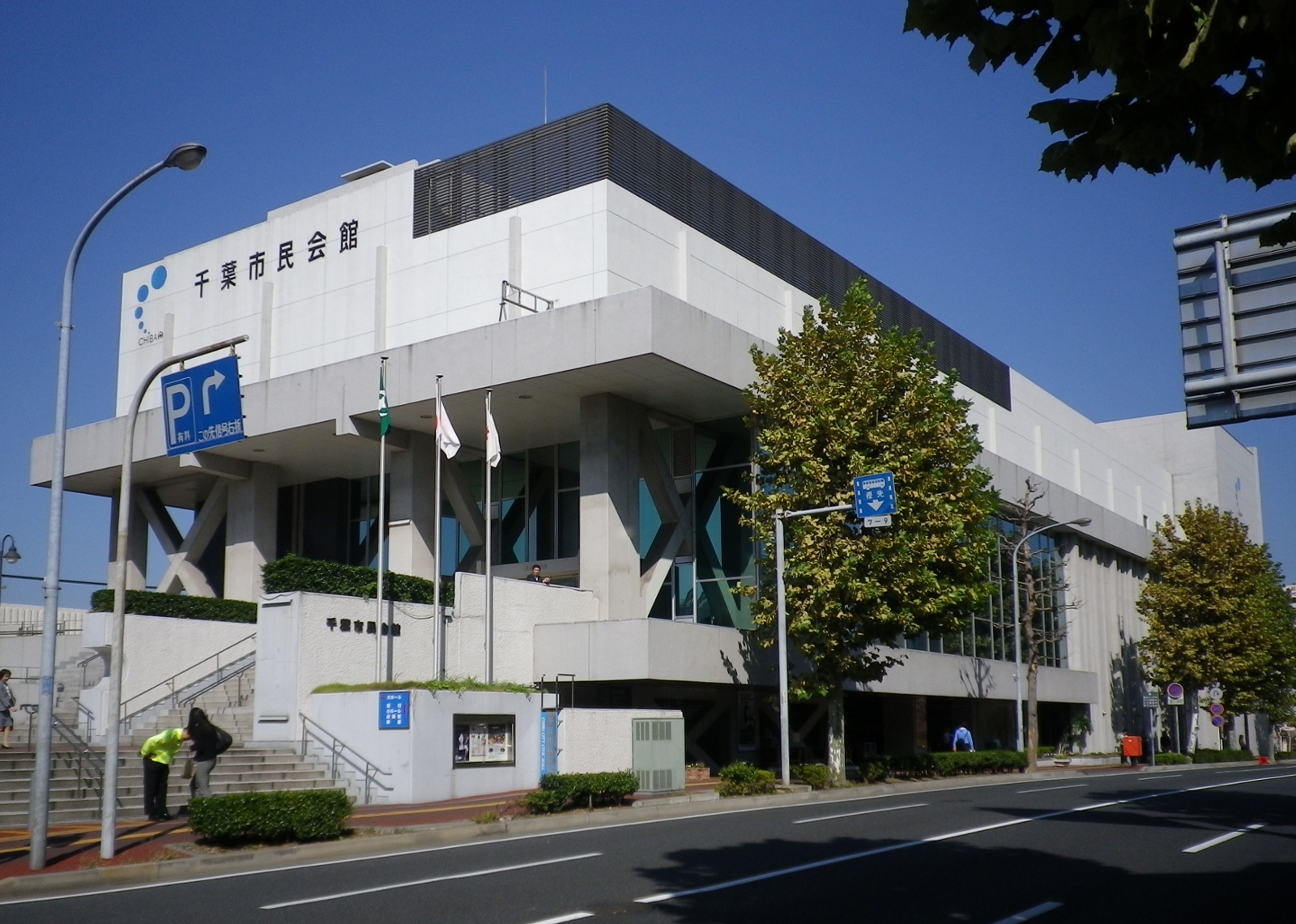
千葉市民会館

- 志方記念会三木クリニック
- 千葉県住宅供給公社
- ハナ信用組合 千葉支店
- 日本企業会館
- 千葉市民会館
- 千葉県酒類販売 本店
- 鼎設計事務所

### 西側（2・3番出入口方面）
- 千葉県観光物産センター

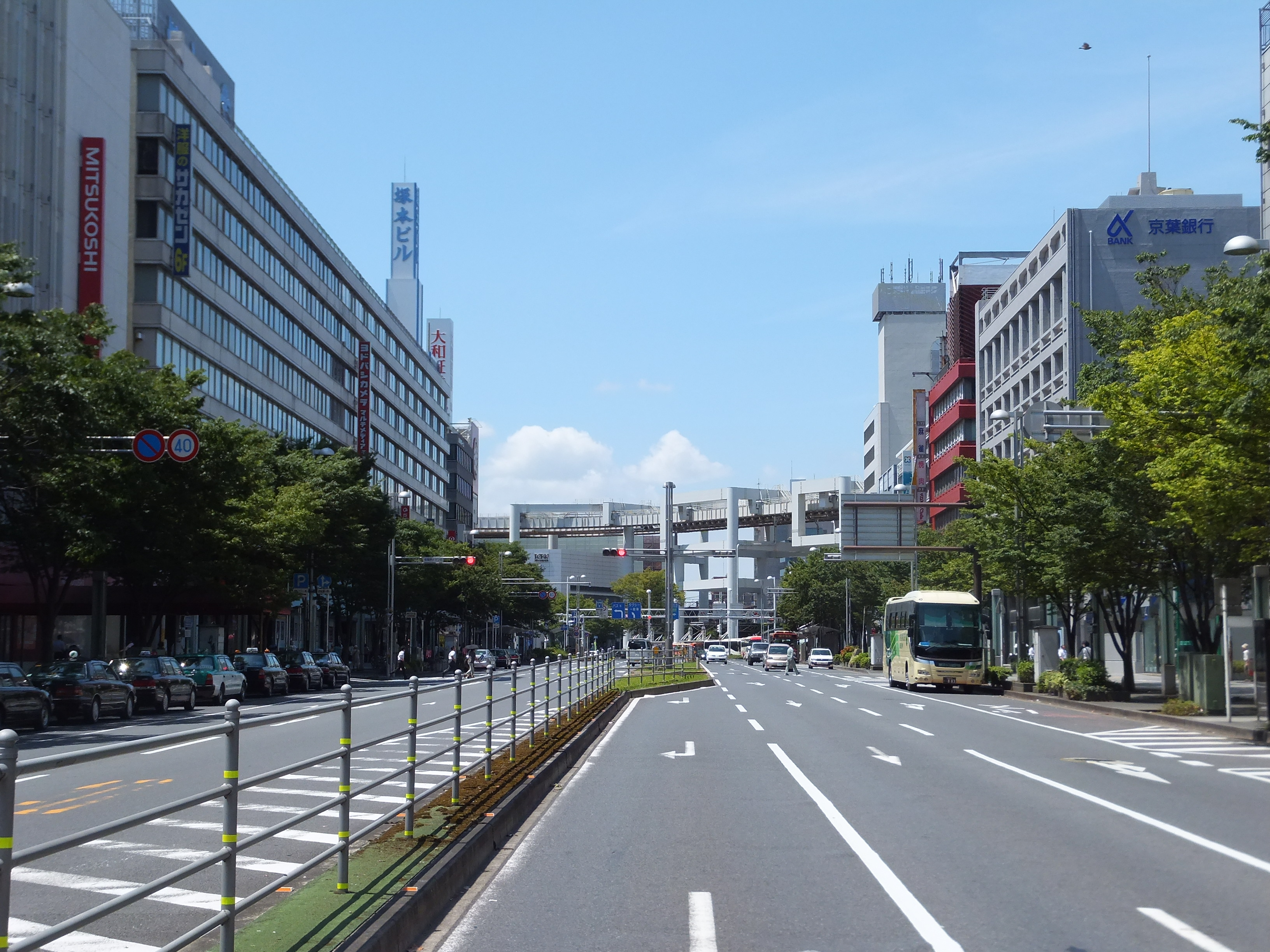
千葉駅前大通り（2012年8月）

- 千葉市文化交流プラザ（京葉銀行文化プラザ）
  - 千葉駅東口郵便局
- 千葉アジア会館
- 東横イン 千葉駅前
- 東横イン 千葉駅東口
  - 日産レンタカー 千葉駅前店
- 千葉駅前大通り郵便局
- 京葉銀行 本店営業部
- 三井住友信託銀行 千葉支店
- 千葉興業銀行 経営相談センター
- 野村證券 千葉支店
- 朝日生命千葉ビル
  - 岡三証券 千葉支店

## 隣の駅
千葉都市モノレール
 1号線
千葉駅（CM03） - 栄町駅（CM16） - 葭川公園駅（CM17）